# Bank Osmański
Bank Osmański (tur. Osmanlı Bankası, dawniej Imperialny Bank Osmański, tur. Bank-ı Osmanî-i Şahane) – największy bank Imperium Osmańskiego.
Bank Osmański powstał w 1856 roku w Galacie w Konstantynopolu jako spółka joint venture z udziałem brytyjskim, francuskiego BNP Paribas oraz rządu osmańskiego.
W latach 1863–1924 funkcjonował pod nazwą Imperialny Bank Osmański. Bank posiada pewne przywileje banku narodowego, jednak nie pełni funkcji banku centralnego.
Od 2001 roku jest częścią Garanti Bank.